# Peña Blanca (agrupación política)
La Peña Blanca fue una agrupación política creada en Barcelona el 14 de abril de 1931, el mismo día de la proclamación de la Segunda República Española, por el aristócrata y poeta Miguel de Gomis y Casas.
Su ideología era monárquica, defensora de la restauración del rey Alfonso XIII, e integraba a algunos miembros de la extinta Unión Monárquica Nacional, fundada en 1919 y disuelta aquel mismo año de 1931.
Estaba formada por un centenar de miembros, la gran mayoría de la aristocracia y burguesía catalana, como Luis de Foronda Gómez, Francisco de Ayguavives y de León (VI marqués de Zambrano) , Santiago Nadal, Ildefonso de Ayguavives y de Solá, Juan Carlos de Ayguavives y de Solá, Enrique García-Ramal Cerralbo, Aurelio Joaniquet Extremo, José Bertrán y Güell, Darío Rumeu y Freixa (II barón de Viver), José María Milá Camps (I conde de Montseny), y muchos otros burgueses e industriales ennoblecidos por el rey Alfonso XIII.
La agrupación nunca superó el millar de afiliados, a pesar de la solvencia financiera del grupo, gracias a las aportaciones regulares de José Enrique de Olano y Loyzaga, I conde de Fígols. Se organizaban ciclos de conferencias donde intervenían políticos vinculados a Acción Española, como Antonio Goicoechea y José María Pemán. En 1932 se presentó a las elecciones al Parlamento de Cataluña, en coalición con Comunión Tradicionalista y Derecha de Cataluña, pero solo obtuvo 15.500 votos. Tras este fracaso, en 1933 se integró en Renovación Española.